# Tekzen
Tekzen, face parte din Holdingul TEKFEN care este una din cele mai mari companii din Turcia. TEKZEN are ca obiect de activitate vânzarea de materiale de construcții și amenajări interioare prin magazine de tip DIY, fiind prezentă din anul 2007 și în România, unde deține 5 magazine, în Bucuresti, Brașov , Buzău , Vaslui și Suceava. Până la sfârșitul anului 2009, compania va mai deschide încă un magazin în Piatra Neamț.